# 長江村 (島根県)
長江村（ながえむら）は、島根県八束郡にあった村。現在の松江市東長江町、西長江町にあたる。

## 地理
- 湖沼：宍道湖[1]
- 河川：長江川[1]
- 山岳：朝日山、経塚山[1]

## 歴史
- 1889年（明治22年）4月1日、町村制の施行により、秋鹿郡東長江村、西長江村が合併して村制施行し、長江村が発足[1][2]。
- 1896年（明治29年）4月1日、郡の統合により八束郡に所属[2]。
- 1908年（明治41年）5月1日、八束郡古志村、古曽志村と合併し、古江村を新設して廃止[1][2]。

### 地名の由来
『出雲国風土記』の神名火山（朝日山）を源とする長江川による。

## 産業
- 農業、林業、黒瓦[1]。